# قطعنامه ۷۱۹ شورای امنیت
قطعنامه ۷۱۹ شورای امنیت سازمان ملل متحد که در تاریخ ۰۶ نوامبر ۱۹۹۱ تصویب شد، سندی بین‌المللی دربارهٔ آمریکای مرکزی است. این قطعنامه طی نشست ۳۰۱۶ام با ۱۵ رای موافق، ۰ مخالف و ۰ ممتنع تصویب شد.